# Землемория
Землемория (на английски: Earthsea) е поредица от епично фентъзи книги, написани от американската писателка Урсула Ле Гуин. Започвайки с Магьосникът от Землемория (1968), Гробниците на Атуан (1970) и Най-далечният бряг (1972), поредицата е продължена с Техану (1990), Приказки от Землемория и Другият вятър (и двете от 2001 г.). През 2018 г. всички романи и разкази, свързани с този цикъл, са публикувани в едно книжно тяло, озаглавено Приказки от Землемория: Пълно илюстровано издание, с рисунки от Чарлс Вес.

## Обстановка
Светът на Землемория съдържа морета и острови – огромен архипелаг от стотици острови, заобиколен от предимно неизследван океан. В Землемория няма големи континенти. Най-големият остров, Хавнор, с диаметър приблизително 610 км, е с размерите на Великобритания. Културите на Землемория са грамотни неиндустриални цивилизации, а не преки аналози на реалния свят. Общият климат в Землемория е умерен, сравним със средните географски ширини на северното полукълбо на Земята. Има годишен преход от топли лета към студени и снежни зими, особено на северните острови като Гонт и Оскил. В южните райони може да бъде много по-топло.
Повечето хора от Земноморие са описани като хора с кафява кожа. В Архипелага „червено-кафявата“ кожа е типична; обаче, хората от Източния край имат по-тъмен "черно-кафяв" тен. Хората на Оскил на север са описани като имащи по-светъл, жълтеникав тен, докато каргите от земите на Каргад са „белокожи” и често „жълтокоси”. Ле Гуин критикува това, което тя описва като общото предположение във фентъзито, че героите трябва да са бели и обществото трябва да прилича на европейското Средновековие.
Магията е централна част от живота в по-голямата част от Землемория; изключение правят земите на Каргиш, където е забранена. Има метеорологични работници на кораби, майстори, които ремонтират лодки, и сгради, артисти и придворни магьосници. Магията е вроден талант, който може да се усъвършенства с обучение. Най-талантливите се изпращат в училището на Роук, където, ако техните умения и дисциплина се окажат достатъчни, те могат да станат магьосници, носещи тояга.
Сухата земя е мястото, където повечето хора отиват, след като умрат, с изключение на каргите. Това е царство на сянка и прах, на вечна нощ, където звездите са неподвижни в небето и нищо не се променя. Душите, които живеят там, живеят празно, мрачно и дори „влюбените се разминават мълчаливо“. Ле Гуин заявява, че идеята за Сухата земя идва от „гръко-римската идея за царството на Хадес, от някои изображения в произведенията на Данте Алигиери и от една от елегиите на Райнер Мария Рилке“. В петия и последен роман от поредицата, Другият вятър, се разкрива, че Сухата земя е част от владението на драконите, която е открадната от тях от най-ранните магове в опит да се сдобият с безсмъртие. Сухата земя е възстановена на драконите в края на книгата.

## Поредица
| Книга                     | Година | Издателство  | Издателство в България | Година | Преводач       |
| ------------------------- | ------ | ------------ | ---------------------- | ------ | -------------- |
| Магьосникът от Землемория | 1968   | Пърнаусус    | Георги Бакалов         | 1984   | Катя Петрова   |
| Гробниците на Атуан       | 1971   | Атиниум Букс | Орфия                  | 1992   | Мария Кръстева |
| Най-далечният бряг        | 1972   | Атиниум Букс | Аргус                  | 1993   | Мария Кръстева |
| Техану                    | 1990   | Атиниум Букс | Аргус                  | 1993   | Мария Кръстева |
| Приказки от Землемория    | 2001   | Харкърт      | Бард                   | 2003   | Валери Русинов |
| Другият вятър             | 2001   | Харкърт      | Бард                   | 2003   | Валери Русинов |

Първоначално Ле Гуин възнамерява Магьосникът от Землемория да е самостоятелен роман, но тя пише Гробниците на Атуан като продължение, след като обмисля незавършените части в първата книга; Най-далечният бряг последва след допълнително обмисляне. Тези три книги са написани в бърза последователност – от 1968 до 1972 г., и понякога се разглеждат като „оригинална трилогия“. Близо двадесет години по-късно авторката пише четвъртата книга, Техану (1990), последвана от Приказки от Землемория и Другият вятър през 2001 г. Последните три книги понякога се наричат „втора трилогия“. Поредицата като цяло е известна като Цикълът на Землемория и е публикувана в един том през 2018 г. със заглавие Приказки от Землемория: Пълно илюстровано издание, с рисунки от Чарлс Вес.
През годините Ле Гуин пише разкази, които допълват света на Землемория.

## Награди
Всяка книга от поредицата получава литературна награда.
| Книга                     | Награди                                                                              |
| ------------------------- | ------------------------------------------------------------------------------------ |
| Магьосникът от Землемория | Boston Globe-Horn Book Award (1969) Lewis Carroll Shelf Award (1979)                 |
| Гробниците на Атуан       | Newbery Honor (1972)                                                                 |
| Най-далечният бряг        | National Book Award for Children's Books (1973)                                      |
| Техану                    | Награда „Небюла“ за най-добър роман (1990) Locus Award for Best Fantasy Novel (1991) |
| Приказки от Землемория    | Локус за най-добра колекция (2002)                                                   |
| Другият вятър             | World Fantasy Award for Best Novel (2002)                                            |

На 5 ноември 2019 г. Би Би Си Нюз включва Трилогията Землемория в своя списък на 100-те най-влиятелни романа.

## Адаптации

### Аудиокниги
Съществуват редица четения на аудиокниги от различни разказвачи и издатели. В началото на 1990-те Робърт Инглис разказва първите три книги от поредицата за Рекордед Букс.

### Радио
Двучасова радио драматизация на Магьосникът от Землемория, продуцирана от Би Би Си, първоначално е излъчена по Радио 4 на 26 декември 1996 г. Тази адаптация е разказана от Джуди Денч, с Майкъл Малони в ролята на Гед, и използва широк набор от актьори с различни регионални и социални акценти, за да подчертае произхода на героите от Землемория (например Естариол и други от Източния бряг са изиграни от актьори с южен уелски акцент). По-късно адаптацията е издадена на аудиокасета.
През април и май 2015 г. Радио 4 на Би Би Си излъчва нова драматизация от шест части, базирана на произведенията за Землемория, обхващаща сюжетните линии и мотивите на романите Магьосникът от Землемолия, Грабниците на Атуан и Най-далечният бряг. Премиерата на първия от шестте 30-минутни епизода е на 27 април, а последният на 5 май. Героите на Гед и Тенар са представени от трима актьори в различни етапи от живота им (Каспър Хилтън-Хил, Джеймс Макардъл и Шон Дули като Гед; Ниши Малде, Айша Кала и Винета Риши като Тенар). Радиодрамата е адаптирана от Джудит Адамс, режисирана от Саша Евтушенко и включва оригинална музика, композирана от Джон Никълс. След премиерното радио излъчване, всеки от епизодите е достъпен за онлайн стрийминг по Би Би Си Радео 4 Екстра за един месец, чрез услугата Би Би Си Ай Плеър. Адаптацията е създадена и излъчена като част от тематичен месец, съсредоточен върху живота и творчеството на Урсула Ле Гуин, в чест на неотдавнашния ѝ 85-и рожден ден. В допълнение към радио драматизацията, тематичният месец включва излъчването на радио адаптация от две части на Лявата ръка на мрака по-рано през април, както и ексклузивни интервюта с авторката и някои от писателите, които тя е вдъхновила.

### Телевизия
- Пред декември 2004 г. американският канал Сайфай излъчва тричасова свободна версия на Магьосникът от Землемория и Гробниците на Атуан, озаглавена Легенда за Землемория (по-късно просто Землемория). Тази адаптация разгневява Ле Гуин[26] и феновете на поредицата, тъй като Гед и по-голямата част от героите са изиграни от бели актьори.

- През май 2018 г. е обявено, че поредицата е избрана за филмова адаптация от продуцентката Дженифър Фокс.[27] През 2019 г. е решено вместо това да се продуцира телевизионен сериал.[28] Оттогава липсват новини за тази възможна адаптация.

### Анимационен филм
Филмът на Студио Гибли от 2006 г. Приказки от Землемория се базира на митологията на Землемория. Режисиран е от Горо Миядзаки, който е син на Хаяо Миядзаки. Ле Гуин предоставя правата на студиото поради любовта си към филмите на Хаяо Миядзаки. Авторката нарича адаптацията „разочароваща“ и „напълно различна“ от своето произведение.